# Joanna Mazur
Joanna Mazur (ur. 13 marca 1990 w Szczucinie) – polska lekkoatletka niepełnosprawna, multimedalistka mistrzostw świata i Europy niepełnosprawnych oraz uczestniczka Letnich Igrzysk Paraolimpijskich 2016. Jej partnerem oraz jednocześnie trenerem jest Michał Stawicki, były lekkoatleta i triathlonista. Jej niepełnosprawność klasyfikowana jest w kategorii T11. Uhonorowana została tytułem najlepszego sportowca niepełnosprawnego w Polsce w Plebiscycie Przeglądu Sportowego 2017

## Życiorys
Urodziła się w 1990. Pochodzi ze Szczucina. Ma trzech starszych braci.
Urodziła się z dystrofią plamki żółtej, przez co w wieku siedmiu lat zaczęła tracić wzrok. W wieku 13 lat całkowicie utraciła wzrok, z tego powodu zmuszona była zmienić szkołę i uczęszczać do placówki specjalistycznej w Krakowie. Ukończyła policealne studium masażu leczniczego, po czym pracowała jako masażystka w przychodni. Następnie ukończyła pedagogikę terapeutyczną z rehabilitacją ruchową na jednej z łódzkich uczelni wyższych.
Po zakończeniu studiów rozpoczęła treningi biegowe. Ze względu na swoją sytuację, musiała zacząć szukać partnera (osoby prowadzącej podczas biegu). W 2016 na mistrzostwach Europy w Grosotto zdobyła brąz na dystansie 100 metrów i złoto na 200 metrów. Również w 2016 wzięła udział w Igrzyskach Paraolimpijskich w Rio de Janeiro. W biegu na 200 metrów biegła w piątej grupie eliminacyjnej, w której zajęła 3. miejsce premiujące awansem do kolejnej fazy. W drugim półfinale zajęła ostatnie miejsce. W biegu na 400 metrów w kwalifikacjach zajęła 3. miejsce w drugiej grupie, co nie dało jej awansu do dalszej fazy rywalizacji.
W 2017 sięgnęła po trzy medale na mistrzostwach świata: złoto na 1500, srebro na 800 i brąz na 400 metrów. W 2018 zdobyła cztery medale na mistrzostwach Europy w Berlinie: brąz na 100 metrów, srebro na 200 oraz złoto na 400 i 1500 metrów. W 2018 została nagrodzona Nagrodą Miasta Krakowa w kategorii sport.
W 2019 zwyciężyła w finale dziewiątej edycji programu rozrywkowego Polsatu Dancing with the Stars. Taniec z gwiazdami. Jej tanecznym partnerem był Jan Kliment.